# فلورا مونتغومري
فلورا مونتغومري (بالإنجليزية: Flora Anne Selina Montgomery)‏ هي ممثلة بريطانية، ولدت في 4 يناير 1974 في المملكة المتحدة.

## وصلات خارجية
- فلورا مونتغومري على موقع IMDb (الإنجليزية)
- فلورا مونتغومري على موقع ألو سيني (الفرنسية)
- فلورا مونتغومري على موقع أول موفي (الإنجليزية)
- فلورا مونتغومري على موقع قاعدة بيانات الأفلام السويدية (السويدية)
- فلورا مونتغومري على موقع قاعدة بيانات الفيلم (الإنجليزية)
- فلورا مونتغومري على موقع كينوبويسك (الروسية)